# Maurizio Bertini
Pour les articles homonymes, voir Bertini.
Maurizio Bertini, né le 2 novembre 1955 à San Bartolomeo (Reggio Emilia) (Émilie-Romagne), est un coureur cycliste italien, professionnel de 1977 à 1982.

## Palmarès
- 1975
  - 2e de Coppa della Pace
- 1976
  - Circuito Guazzorese
- 1980
  - 7e de Sassari-Cagliari

## Résultats sur les grands tours

### Tour d'Italie
5 participations
- 1977 : 81e
- 1979 : 96e
- 1980 : non-partant (19e étape)
- 1981 : abandon (18e étape)
- 1982 : abandon

### Tour d'Espagne
1 participation
- 1980 : 38e